# محمدمهدی دل‌خواسته
محمد مهدی دل‌خواسته(متولد۲۹ آبان ۱۳۶۲ اراک) فیلمساز، عکاس سینما و مستندساز ایرانی‌ست.
دل‌خواسته تاکنون جوایزی از خانه سینما، جشنواره فیلم فجر و دیگر جشنواره‌ها برای عکاسی سینما دریافت کرده‌است. عکاسی فیلم را با سریال راه بی پایان همایون اسعدیان آغاز کرد. وی بعد از بیست و پنج سال برگزاری جشنواره بین‌المللی فیلم کودکان و نوجوانان، برای اولین بار بخش مسابقه عکس رابه این جشنواره اضافه کرد. بعد از آن که سازمان سینمایی وقت با اقدامی عجیب سعی در تخریب انجمن عکاسان سینمای ایران داشت و قصد تأسیس صنف به اصطلاح «مواد تبلیغاتی و اطلاع‌رسانی» را داشت، دل‌خواسته بادادن بیانیه‌ای با امضای تعدادی از همکارانش در رسانه‌ها مانع تشکیل این صنف شد. او همچنین در زمان انتخابات ریاست جمهوری ۱۳۹۲طی نامه‌ای دز رسانه‌ها، از رئیس‌جمهور آینده خواهان مطالبات در مدیریت فرهنگی و هنری جامعه شد. برای اولین بار مستند نگاری در سینما را به جریان انداخت و موج جدیدی از عکاسی فیلم را ثبت نمود. در سال ۱۳۹۲ با عکاسی کردن پنج فیلم سینمایی حاضر در سی دومین جشنواره فیلم فجر به عنوان یکی از پر کارترین عکاسان سینما شناخته شد. بعد از گذشت حدود یکسال از عضویت در شورای مرکزی انجمن عکاسان سینمای ایران در نامه‌ای که در اختیار رسانه‌ها قرار داد با ذکر دلایل از عضویت خود در این شورا استعفا داد؛ که مورد موافقت شورای مرکزی وقت قرار نگرفت. در سال ۱۳۹۴ با عکاسی کردن چهار فیلم سینمایی حاضر در سی و چهارمین جشنواره فیلم فجر به عنوان پر کارترین عکاس سینما شناخته شد. او از سال ۱۳۹۷ به شکل جدی وارد عرصه فیلمسازی شد و در سال ۹۸ با ساخت اولین فیم کوتاه خود " باران برای تو می بارد"(تهیه کنندگی و کارگردانی) توانست در جشنواره های خارجی حضور یابد و جوایزی را هم دریافت کند. وی به مدت ۴ سال (۱۳۹۱–۱۳۹۵) عضو شورای مرکزی انجمن عکاسان سینمای ایران بود.و از سال ۱۴۰۰ تا هم اکنون نیزعضو هیات مدیره انجمن عکاسان سینما و سخنگوی این انجمن می باشد.

## عکاس فیلم‌های سینمایی
- طلا و مس (همایون اسعدیان)
- بوسیدن روی ماه (همایون اسعدیان)
- قاتل اهلی (مسعود کیمیایی)
- مهمان داریم (محمدمهدی عسگرپور)
- ملبورن (نیما جاویدی)
- یک روز بخصوص (همایون اسعدیان)
- عصر یخبندان(مصطفی کیایی)
- کلاشینکف (سعید سهیلی)
- مزار شریف (عبدالحسن برزیده)
- هفت ماهگی(هاتف علیمردانی)
- سیانور (بهروز شعیبی)
- طبقه سوم (بیژن میرباقری)
- ماجان (رحمان سیفی آزاد)
- ده رقمی (همایون اسعدیان)
- یک گزارش واقعی (داریوش فرهنگ)
- ارسال آگهی تسلیت برای روزنامه (ابراهیم ابراهیمیان)
- فرشته‌ها با هم می‌آیند (حامد محمدی)
- عقاب صحرا (مهرداد خوشبخت)
- ترانه کوچک من (مسعود کرامتی)
- نخودی (جلال فاطمی)
- دیو و دلبر (وحید نیکخواه آزاد)
- کمی شیرین بسی فرهاد (سید جواد رضویان)
- دلتا ایکس (علیرضا امینی)
- شاباش (حامد کلاهداری)
- متولد ۶۵ (مجید توکلی)
- گاهی (محمد رحمانی)
- ماحی (داود خیام)
- اکسیدان (حامد محمدی)
- سازهای ناکوک (علی حضرتی)
- چپ راست (حامد محمدی)
- کاپیتان (محمد حمزه ای)
- تاکسیدرمی (محمد پایدار)

## عکاس فیلم‌های سینمایی خارجی
- (Frontier Blues)داستانهای مرزی (babak jalali)
- Bani Khoshnoudi) Ziba)
- (Falling Leaves)برگ ریزان (ali jaberansari)

## عکاس سریال‌ها
- بازنده (امین حسین پور)
- سقوط (سجاد پهلوان زاده)
- قبله عالم (حامد محمدی)
- شهرزاد (فصل ۳) (حسن فتحی)
- راه بی‌پایان (همایون اسعدیان)
- بی‌گناهان(احمد امینی)
- جراحت (محمدمهدی عسگرپور)
- نفس گرم (محمدمهدی عسگرپور]])
- مهمانان ویژه (سید جواد رضویان)
- همه خانواده من (داریوش فرهنگ)
- و…

## عکاس فیلم‌های تلویزیونی
- آخرین گره خورشید (همایون اسعدیان)
- رنگ و ترنج (همایون اسعدیان)
- شیفت شب (مهدی کرم‌پور)
- انتقال (علیرضا بذرافشان)
- بازی (سروش صحت)
- و…

## فیلمسازی
- فیلم کوتاه «باران برای تو می‌بارد» (۱۳۹۸)تهیه‌کننده و کارگردان
- مستند «هنرپیشه اسب‌ها» (۱۳۹۱) کارگردان و تهیه‌کننده
- مستند «این ورزنه» (۱۳۹۱)کارگردان و تهیه‌کننده
- فیلم کوتاه «سنگ ساز» (۱۳۹۷)تهیه‌کننده

## سایر فعالیت‌های عکاسی
- رالی ایرانی (آرش معیریان)

## سایر فعالیت‌ها
- نایب رئیس انجمن عکاسان سینمای ایران(۹۴–۹۵)
- عضو شورای مرکزی انجمن عکاسان سینمای ایران(۹۲–۹۴)
- داور مسابقه عکس هجدهمین جشن سینمای ایران
- دبیر هیئت انتخاب و داوری مسابقه عکس و فیلم دومین جشنواره گزارش یک نگرانی
- دبیر اجرایی نخستین جشن عکاسان سینمای ایران
- دبیر اجرایی دومین جشن عکاسان سینمای ایران
- دبیر اجرایی سومین جشن عکاسان سینمای ایران
- دبیر اجرایی نمایشگاه مسابقه عکس پانزدهمین جشن خانه سینما
- دبیر اجرایی نمایشگاه مسابقه عکس شانزدهمین جشن خانه سینما
- دبیر مسابقه عکس بیست و پنجمین جشنواره بین‌المللی فیلم کودک و نوجوان
- دبیر مسابقه عکس بیست و ششمین جشنواره بین‌المللی فیلم کودک و نوجوان
- دبیر مسابقه عکس بیست و هفتمین جشنواره بین‌المللی فیلم کودک و نوجوان

## جوایز و افتخارها(عکاسی)
- برنده تندیس بهترین مجموعه عکس پشت صحنه از سومین جشن عکاسان سینمای ایران برای فیلم قاتل اهلی (مسعود کیمیایی)
- برنده دیپلم افتخار بخش عکس صحنه بیست و نهمین دوره جشنواره بین‌المللی فیلم فجر برای فیلم طبقه سوم (بیژن میرباقری)
- برنده تندیس بهترین عکس از چهاردهمین جشن خانه سینما برای فیلم یک گزارش واقعی (داریوش فرهنگ)
- برنده تندیس و دیپلم افتخار بهترین عکس چهاردهمین جشنواره فیلم مقاومت و دفاع مقدس برای فیلم مزار شریف (حسن برزیده)
- برنده دیپلم افتخار بهترین عکس یازدهمین جشنواره فیلم مقاومت و دفاع مقدس برای فیلم یک گزارش واقعی (داریوش فرهنگ)
- برنده دیپلم افتخار بهترین عکس دوازدهمین جشنواره فیلم مقاومت و دفاع مقدس برای فیلم پایان‌نامه (حامد کلاهداری)
- برنده دیپلم افتخار بهترین عکس دومین جشنواره فیلم یاس برای فیلم عصر بارانی (مرجان اشرفی زاده)
- نامزد تندیس بهترین مجموعه عکس از سومین جشن عکاسان سینمای ایران برای فیلم قاتل اهلی (مسعود کیمیایی)
- نامزد تندیس بهترین عکس از شانزدهمین جشن خانه سینما برای فیلم عقاب صحرا (مهرداد خوشبخت)
- نامزد تندیس بهترین عکس از هفدهمین جشن خانه سینما برای فیلم ملبورن (نیما جاویدی)
- نامزد دریافت سیمرغ بخش عکس در سی امین دوره جشنواره بین‌المللی فیلم فجر برای فیلم پایان‌نامه (حامد کلاهداری)
- نامزد دریافت تندیس بخش عکس در سی و سومین دوره جشنواره فیلم فجر برای فیلم ملبورن (نیما جاویدی)
- نامزد دریافت تندیس بخش عکس در سی و چهارمین دوره جشنواره فیلم فجر برای فیلم ارسال آگهی تسلیت برای روزنامه (ابراهیم ابراهیمیان)

## جوایز و افتخارها(فیلمسازی)
- برنده بهترین فیلمسازاول جشنواره بین‌المللی American Golden Picture به عنوان اثر منتخب ماه اکتبر ۲۰۱۹ داوران برای فیلم کوتاه (باران برای تو می‌بارد)